# Preignan
Preignan é uma comuna francesa na região administrativa de Occitânia, no departamento de Gers. Estende-se por uma área de 10,67 km². Em 2010 a comuna tinha 1 299 habitantes (densidade: 121,7 hab./km²).